# Lista de motores de jogo
Motores de jogos são um pacote de ferramentas prontas para programadores e game designers utilizarem no processo de desenvolvimento de seus jogos, fazendo isso sem precisar construir ferramentas próprias começando do zero. Eles oferecem diversas tecnologias implementadas, que podem oferecer suporte à sistemas de gráficos em 2D, 3D ou ambos.

## Motores
Lista de motores de jogos eletrônicos mais conhecidos.
| Nome             | 2D/3D              | Linguagem                         | Jogos Notáveis | Licença      | Múltiplas Plataformas | Site Oficial                                  |
| ---------------- | ------------------ | --------------------------------- | --- | ------------ | --------------------- | --------------------------------------------- |
| 4A Engine        | Ambos              |                                   | Metro 2033, Metro: Last Light, Metro Exodus | Proprietária | Sim                   | Não é aberto ao público                       |
| Creation Engine  | 3D                 | C++                               | The Elder Scrolls V: Skyrim, Fallout 4, Fallout 76 | Proprietária | Sim                   | Não é aberto ao público                       |
| CryEngine        | Ambos              | C++                               | Far Cry, Aion: The Tower of Eternity, Crysis, Warface, Ryse: Son of Rome, Prey | Proprietária | Sim                   |                                               |
| Dark Engine      | Ambos              | C++                               | Thief: The Dark Project, Thief II: The Metal Age, System Shock II | Proprietária | Não                   | Descontinuado                                 |
| Flax Engine      | Ambos              | C++, C#                           | The Kostka | Proprietária | Sim                   |                                               |
| Frostbite        | Ambos              | C++                               | Battlefield: Bad Company 2, Battlefield 3, Battlefield 4, Dragon Age: Inquisition, Star Wars Battlefront II (jogo eletrônico de 2017), Medal of Honor: Warfighter, Need for Speed: The Run, Need for Speed: Rivals, FIFA 18, Mirror's Edge Catalyst | Proprietária | Sim                   |                                               |
| Gamebryo         | Ambos              | C++                               | Civilization IV, Bully (jogo eletrônico), Fallout 3, Fallout: New Vegas, Divinity II, Grand Chase, Rocksmith, Catherine (jogo eletrônico) | Proprietária | Sim                   |                                               |
| Gamemaker Studio | 2D                 | GameMaker Language                | Undertale, Spelunky, Nuclear Throne, Wandersong, Katana Zero, Downwell | Proprietária | Sim                   |                                               |
| Godot            | Ambos              | GDScript, C#, C++                 | Dog Mendonça & Pizza Boy, Anthill | Licença MIT  | Sim                   |                                               |
| Id Tech 5        |                    | C++, Python                       | Rage, Wolfenstein: The New Order, The Evil Within | Proprietária | Sim                   |                                               |
| Infinity Engine  | 2D                 |                                   | Baldur's Gate, Baldur's Gate II: Shadows of Amn, Planescape: Torment, Icewind Dale, Icewind Dale II | Proprietária | Sim                   | Descontinuado                                 |
| HeroEngine       | Ambos              | C++, C#, HeroScript Language      | Star Wars: The Old Republic | Proprietária | Não                   |                                               |
| Lumberyard       | Ambos              | C++                               | Crucible, New World | Proprietária | Sim                   |                                               |
| OGRE             | 3D                 | C++                               | Kenshi, Rebel Galaxy, Torchlight, Hob | Licença MIT  | Sim                   |                                               |
| Prism3D          | 3D                 | C++                               | Euro Truck Simulator, Euro Truck Simulator 2, American Truck Simulator, 18 Wheels of Steel, Bus Driver | Proprietária | Sim                   |                                               |
| RPG Maker        | 2D                 | RGSS(XP-VXAce), JavaScript(MV-MZ) | To the Moon, Corpse Party | Proprietária | Sim                   |                                               |
| SCUMM            | 2D                 |                                   | Maniac Mansion, Day of the Tentacle, The Secret of Monkey Island, Monkey Island 2: LeChuck's Revenge, The Curse of Monkey Island, Sam & Max Hit the Road | Proprietária | Sim                   | Descontinuado. Emulador feito pela comunidade |
| Source           | Ambos              | C++                               | Half-Life, Portal, Counter-Strike, Counter-Strike: Source, Left 4 Dead, Left 4 Dead 2, Half-Life 2, Counter-Strike: Global Offensive, Team Fortress 2 | Proprietária | Sim                   |                                               |
| Unity            | Ambos              | C#                                | Hearthstone, Life Is Strange: Before the Storm, Cuphead, Escape from Tarkov, Shadow Tactics: Blades of the Shogun, Fallout Shelter, Darkwood, Gone Home, 7 Days to Die, Slender: The Arrival, The Long Dark, Hitman Go, Unturned, Kerbal Space Program, The Forest, Pathologic II, Gris, Dusk                                                                             | Proprietária | Sim                   |                                               |
| Unigine          | Ambos(focado em 3D | C#, C++, UnigineScript            | Syndicates of Arkon, Petshop, Oil Rush, Demolicious, Cradle, Tryst, RF-X, Sumoman, Dual Universe | Proprietária | Sim                   |                                               |
| Unreal           | Ambos              | C++                               | Deus Ex, Killing Floor, Bioshock, Unreal, Unreal Tournament, Postal, Lineage 2, SWAT 4, Borderlands, Chivalry, Bulletstorm, Brothers: A tale of two sons, Gears of War, Goat Simulator, Life is Strange, Mass Effect, Paladins, Outlast, Thief, XCOM 2, Ark, Batman: Arkham Asylum, Astroneer, Conan Exiles, Darksiders 3, Dragon Ball FighterZ, Fortnite, Hello Neighbor | Proprietária | Sim                   | [14]                                          |